# أبو بكر شوقي
أبو بكر شوقي هو صانع أفلام مصري نمساوي، درس الاقتصاد والعلوم السياسية في القاهرة، التحق بالمعهد العالى للسينما، عرف بعمله في الأفلام الوثائقية القصيرة، ومنها: فيلم (The Road to Atalia) عام 2010، وفيلم (Martyr Friday) عام 2011، وفيلم (Things I Heard on Wednesdays) عام 2012، اشتهر بعمله في فيلم (يوم الدين) عام 2018، والذي عرض في الكثير من المهرجانات حول العالم، وكان قد أسس شركة "DESERT HIGHWAY PICTURES" وهي شركة إنتاج أسسها مع شريكته وزوجته (دينا إمام) عام 2014.

## أفلامه
| الفيلم    | التاريخ | ملاحظات |
| --------- | ------- | ------- |
| يوم الدين | 2018    |         |
| هجان      | 2023    | [ 2 ]   |

## الجوائز
- جائزة النخلة الذهبية لجائزة لجنة التحكيم مهرجان أفلام السعودية 2024م عن فيلمه هجان.[3]

## روابط خارجية
- أبو بكر شوقي على موقع IMDb (الإنجليزية)
- أبو بكر شوقي على موقع ألو سيني (الفرنسية)
- أبو بكر شوقي على موقع قاعدة بيانات الفيلم (الإنجليزية)